# Syméon d'Émèse
Pour les articles homonymes, voir saint Syméon.
Syméon d'Émèse (ou Syméon Salos, ou Syméon le Fou) est un ermite chrétien syrien du VIe siècle (contemporain de l'empereur Justinien). Son histoire est brièvement évoquée par Évagre le Scholastique, qui narre trois anecdotes le concernant (Histoire ecclésiastique, IV, 34), mais surtout racontée par un évêque et hagiographe du VIIe siècle, Léontios de Néapolis (l'actuelle Limassol, sur l'île de Chypre),. Hippolyte Delehaye a qualifié la Vie composée par Léontios d'« une des plus curieuses productions de l'hagiographie ancienne ». Dans l'histoire de l'hagiographie chrétienne, Syméon d'Émèse est le plus ancien exemple explicite et développé de la figure du « fol-en-Christ » (en grec « σαλός »). C'est un saint de l'Église orthodoxe (fêté le 21 juillet dans le calendrier julien, soit le 3 août dans le calendrier grégorien) et de l'Église catholique (également fêté le 21 juillet).  

## Biographie
Léontios de Néapolis dit détenir ses informations d'un certain Jean, diacre de la cathédrale d'Émèse, qui avait bien connu le saint. La Vie qu'il a transmise paraît formée de deux parties bien distinctes : une première consacrée à la vocation religieuse de son personnage et à sa longue vie d'ermite en Palestine, avec de nombreux discours qui sont des sermons de type traditionnel ; et une seconde consacrée à la vie de Syméon à Émèse, succession de trente-et-une anecdotes souvent pittoresques racontées dans une langue de coloration populaire. Le contraste entre ces deux morceaux a été diversement expliqué, mais peut correspondre aux règles de l'hagiographie de l'époque.

### Première partie
Selon ce récit, Syméon était issu d'une riche famille d'Édesse, ayant le syriaque pour langue maternelle, mais ayant aussi reçu une instruction scolaire en grec. Il se rendit à Jérusalem pour assister à la fête de l'Exaltation de la Vraie Croix (célébrée chaque année le 14 septembre). Il était alors un jeune homme, célibataire, orphelin de père, n'ayant pour parenté que sa mère, qui l'accompagnait. Pendant la fête il noue amitié avec un compatriote nommé Jean, âgé de vingt-deux ans, orphelin de mère, accompagné de son vieux père et de sa toute nouvelle épouse. Prenant ensemble le chemin du retour, ils passent par Jéricho et aperçoivent les monastères qui s'élèvent dans la vallée du Jourdain. Touchés tous deux par la grâce, ils abandonnent leurs proches avec leurs chevaux sur la route et gagnent un couvent consacré à Abba Gérasimos. Ils y sont pris en charge par le supérieur, un saint homme nommé Nikon, qu'ils persuadent par leur ardeur de les tonsurer, et quelques jours plus tard ils se retirent tous deux dans un ermitage situé près de la rivière Arnon (l'actuel Wadi Mujib (en)). Ils y mènent une vie de « brouteurs » (βοσκοί), s'y encouragent l'un l'autre à l'ascèse, Syméon combattant son désir de retrouver sa vieille mère en mauvaise santé, et Jean cherchant à oublier sa jeune et belle épouse. Mais quelque temps plus tard ils voient en songe que la mère de Syméon est morte, puis que la femme de Jean s'est faite religieuse, puis est morte à son tour. Ils passent ensemble vingt-neuf ans dans le désert.
Au bout de ce temps, Syméon annonce à Jean qu'inspiré par Dieu il a décidé de quitter l'ermitage pour aller « se moquer du monde ». Jean pense à une nouvelle ruse du Malin pour l'égarer et le supplie de rester, mais la résolution de Syméon est inébranlable : accompagne-moi, dit-il à son compagnon, ou laisse-moi partir. Jean fait un bout de chemin avec Syméon et vit leur séparation comme un déchirement. Syméon fait d'abord un pèlerinage à Jérusalem, auprès du Saint-Sépulcre, où il passe trois jours et expose dans une prière son idéal de sainteté cachée et méprisée au milieu des hommes, puis gagne la ville d'Émèse (l'actuelle Homs), à laquelle il est étranger.

### Seconde partie
À l'entrée de la ville, il avise un cadavre de chien sur un tas d'immondices ; dénouant la corde lui tenant lieu de ceinture, il l'attache à une patte de l'animal, et entre en courant dans la ville, traînant le cadavre après lui ; les enfants d'une école voisine le prennent en chasse en criant et le frappent. Le lendemain, un dimanche, il entre dans l'église au début de l'office avec une réserve de noix et se met à viser les chandelles pour les éteindre ; poursuivi par les fidèles, il monte sur la chaire et bombarde les dames de l'assistance avec ses noix ; chassé vers la sortie, il renverse les étals de pâtissiers qui étaient installés là et se fait alors rosser presque à mort. Un marchand de denrées alimentaires lui propose un emploi, mais en une journée il distribue tout le stock sans prendre aucun argent et fait lui-même une ventrée de graines de lupin ; son patron d'un jour le chasse après l'avoir roué de coups. Mais le soir venu Syméon, qui ne s'est pas éloigné, veut brûler de l'encens pour accompagner sa prière ; il prend à main nue, sans rien sentir, du charbon ardent dans le four du commerçant, et la femme de celui-ci, qui le surprend ainsi, en est effrayée.
Il mène ensuite dans la ville la vie d'un bouffon à la conduite souvent scandaleuse, évoquant parfois celle de Diogène de Sinope : habitant une hutte près de la ville, exerçant apparemment ici et là de petits emplois, il fréquente les mendiants et les femmes de mauvaise vie, passant d'ailleurs aux yeux des gens pour un débauché. Sa conduite est souvent extravagante : il fait ses besoins en public là où ça le prend, y compris sur la place du marché ; un jour que le diacre Jean, constatant son manque d'hygiène, lui propose de venir prendre un bain, il éclate de rire, ôte ses vêtements et s'en fait un turban ; le diacre, effrayé de le voir aller nu dans la rue, veut le retenir, mais le saint file droit vers les bains réservés aux dames, où il entre « comme en présence du Seigneur de Gloire » ; les femmes présentes se ruent sur lui, le frappent et le chassent. Un jour qu'un notable se scandalise de le voir, lui un moine, entre deux courtisanes, il rit, se déshabille, et danse nu devant lui. Tout le monde le prend pour un fou, sauf le diacre Jean, qui l'a percé à jour. En fait, il accomplit dans la ville toutes sortes de miracles et de bienfaits surnaturels, des exorcismes notamment, mais c'est le plan de Dieu et sa propre volonté que personne ne puisse voir sa sainteté ni lui attribuer aucun bienfait, mais au contraire que tous le méprisent. Fréquentant en permanence des prostituées et des femmes légères, il est tourmenté dans sa chair, et doit en appeler par la prière à l'assistance de son ancien maître Nikon, qui lui apparaît pour lui faire une onction sur le nombril ; mais il se moque de ce que pensent les gens.
Il chasse les démons de multiples façons, possède le don de prophétie et de seconde vue, apparaît en songe, sans se faire reconnaître, aux gens qu'il veut aider ou sauver de leurs vices. Il obtient la conversion au christianisme orthodoxe d'hérétiques monophysites (le couple de marchands évoqué plus haut) et de Juifs, seulement par la pression de ses pouvoirs surnaturels, d'ailleurs, et non par une quelconque prédication (les marchands se convertissent car ils ont peur de lui comme d'un « sorcier »). Il fait apparaître ou multiplie miraculeusement de la nourriture, tel Jésus-Christ, incitant ainsi des pauvres à réformer leur vie. Il sauve son ami le diacre Jean, accusé de meurtre, de la pendaison, et celui-ci, libéré, le surprend en prière, les mains tendues vers le ciel et des boules de feu s'en élevant, mais Syméon le menace de damnation s'il révèle la vérité à qui que ce soit. Il reste en communion spirituelle avec l'autre Jean, son frère ermite, qui a encore progressé en sainteté par une autre voie et qui demande parfois de ses nouvelles aux pèlerins qui lui rendent visite, et lui fait passer des messages par ces intermédiaires qui sont bien surpris de voir cet ascète très admiré considérer le fou d'Émèse comme un saint qui lui est supérieur.
À la fin certaines de ses connaissances, s'inquiétant de ne plus le voir depuis deux jours, le retrouvent mort dans sa hutte. Deux hommes s'emploient à transporter le corps, sans aucune cérémonie, dans un lieu où on enterrait les étrangers, mais alors qu'ils passent devant la maison d'un Juif qu'il avait converti, celui-ci entend, par grâce spéciale, les chœurs célestes qui accompagnent la dépouille de leurs chants ; il se précipite et tient à enterrer le corps de ses mains. Le diacre Jean, prévenu, et d'autres personnes arrivent  trois jours après et veulent déterrer le corps pour organiser une digne cérémonie ; ils creusent, mais le corps a disparu (ce qui évoque le corps de Jésus-Christ, disparu lui aussi trois jours après avoir été inhumé). Alors tous « s'éveillent comme d'un songe », prennent conscience de ce qui s'était passé du vivant de Syméon, et se racontent les uns aux autres les miracles qu'ils n'avaient pas su percevoir.

## Édition de laVie
- Lennart Rydén (éd.), Das Leben des heiligen Narren Symeon von Leontios von Neapolis, Uppsala, 1963 ; texte repris dans Léontios de Néapolis : Vie de Syméon le Fou et Vie de Jean de Chypre (avec traduction française et commentaire d'André-Jean Festugière), Bibliothèque archéologique et historique, Paris, Geuthner, 1974, p. 55-104.